# Souleymane Bachir Diagne
Pour les articles homonymes, voir Diagne.
Souleymane Bachir Diagne est un philosophe sénégalais, né le 1er novembre 1955 à Saint-Louis (Sénégal). Professeur de philosophie et de français à l'université Columbia, à New York, c'est un spécialiste de l'histoire des sciences et de la philosophie islamique.

## Biographie
Après ses études au lycée Van Vollenhoven de Dakar au Sénégal où il passe son baccalauréat, Souleymane Bachir Diagne est admis en classes préparatoires (hypokhâgne et khâgne) au lycée Louis-le-Grand de Paris en 1973, suivant les pas, presque un demi-siècle plus tard, de son compatriote Léopold Sédar Senghor. Il y prépare le concours d’entrée à l'École normale supérieure, tout en passant une licence et une maîtrise de philosophie à l'université Panthéon-Sorbonne.
Il est après Omar Diop Blondin l'un des premiers Sénégalais à intégrer Normale Sup. Il y est l’élève de Louis Althusser et de Jacques Derrida. Comme de nombreux élèves de l'établissement, il est à l'époque maoïste. Reçu à l’agrégation de philosophie en 1978, il passe une année à l’université Harvard, aux États-Unis, dans le cadre d’un programme d’échange. Il soutient une thèse de doctorat de troisième cycle de philosophie à l'université Panthéon-Sorbonne sous la direction de Jean-Toussaint Desanti en 1982, sur le thème « De l’algèbre numérique à l’algèbre de la logique »,.
La même année, il revient dans son pays natal pour y enseigner l'histoire de la philosophie dans le monde islamique à l’université Cheikh Anta Diop de Dakar. Il soutient sa thèse de doctorat d’État à l'université Panthéon-Sorbonne en 1988, toujours sous la direction de Jean-Toussaint Desanti, sur le thème « Philosophie symbolique et algèbre de logique : les lois de la pensée de George Boole ».
Ancien vice-doyen de la faculté des lettres et sciences humaines de l’université Cheikh Anta Diop de Dakar, il est nommé conseiller pour l’éducation et la culture en 1993 par le président de la République du Sénégal Abdou Diouf, poste qu'il occupe jusqu'en 1999.
Souleymane Bachir Diagne est codirecteur des Éthiopiques (revue sénégalaise de littérature et de philosophie), membre du comité de publication de la Revue d’histoire des mathématiques (journal de l’histoire des mathématiques publié par la Société mathématique de France), membre du comité de publication de la revue Présence africaine, membre du comité international scientifique de Diogenes (journal de philosophie et de sciences sociales publié par le Conseil international de philosophie et de sciences sociales de l’UNESCO, membre du comité scientifique du Conseil pour le développement de la recherche en sciences sociales en Afrique, membre du Comité africain et malgache pour l’enseignement supérieur (CAMES), membre du conseil du Futur de l’UNESCO.
En 2004, un dossier du Nouvel Observateur le retient dans sa sélection des « 25 grands penseurs du monde entier », et, en 2007, il figure parmi « les 100 personnalités qui font l'Afrique », selon l'hebdomadaire Jeune Afrique.
Il a publié de nombreux travaux dans les domaines de l’histoire de la logique, de la philosophie, en particulier dans le monde islamique et en Afrique. Il est l’auteur, entre autres travaux, d’un ouvrage consacré à l’algèbre de la logique créée par George Boole et intitulé Boole, l’oiseau de nuit en plein jour (éd. Belin, 1989), d’une traduction française des Lois de la pensée de ce même auteur (éd. Vrin, 1992), et, dans le domaine de la philosophie islamique, d’un livre d’introduction à l’œuvre du poète et philosophe Muhammad Iqbal : Islam et société ouverte : la fidélité et le mouvement dans la pensée de Muhammad Iqbal (éd. Maisonneuve & Larose, 2001). En 2007 paraît son essai Léopold Sédar Senghor : l'art africain comme philosophie (Riveneuve éditions).
Après avoir enseigné pendant plusieurs années à l’université Northwestern d’Evanston (Illinois, États-Unis), Souleymane Bachir Diagne est, depuis 2008, professeur aux départements de français et de philosophie de l’université Columbia de New York,. Le 31 octobre 2007 il est invité à participer à une audition pour la commission du livre blanc sur la défense et la sécurité nationale 2008 au Sénat français à Paris.
En 2013, il dirige la concertation nationale sur l'avenir de l'enseignement supérieur et de la recherche au Sénégal, qui préconise une réforme ambitieuse du système universitaire autour de onze décisions majeures en faveur de la réorientation vers les sciences, le numérique et les technologies.
En 2020, il donne la conférence inaugurale des Rendez-vous de l'Histoire à Blois, et, le 27 mai, il réalise un entretien sur la thématique « Sortir de l'esclavage » dans le cadre de la Journée nationale des mémoires de l’esclavage, des traites et de leurs abolitions organisée par la BnF et la Fondation pour la mémoire de l'esclavage à Paris.
En avril 2025, Souleymane Bachir Diagne termine sa carrière d’enseignant chercheur, après plus de quinze ans de carrière, à l’université de Columbia, à New York, au États-Unis.

## Philosophie
La démarche de Souleymane Bachir Diagne se développe autour de l’histoire de la logique et des mathématiques, de l’épistémologie, ainsi que des traditions philosophiques de l’Afrique et du monde islamique. Elle est imprégnée de culture islamique et sénégalaise — wolof, sérère, toucouleur, mandingue, diola —, d’histoire de la philosophie occidentale et de littérature et de politique africaine. C’est le mélange — la mutualité — qui décrit le mieux sa philosophie.[réf. nécessaire]

## Prix
- Prix Édouard-Glissant pour l'ensemble de son œuvre, 2011
- Prix Saint-Simon pour Le Fagot de ma mémoire, 2021

## Décoration
- Chevalier de l'ordre des Arts et des Lettres pour ses contributions à l'éducation et à la philosophie, 2017[9].

## Œuvres
- Boole, 1815-1864 : l'oiseau de nuit en plein jour, Paris, Éditions Belin, 1989
- Logique pour philosophes, Dakar, Éditions NEAS, 1991
- The cultural question in Africa (avec Henri Ossébi), Dakar, Éditions Codesria, 1996
- Islam et société ouverte : la fidélité et le mouvement dans la philosophie d’Iqbal, Paris, Éditions Maisonneuve et Larose ; Dakar, Éditions Codesria, 2001
- Reconstruire le sens : textes et enjeux de prospectives africaines, Dakar, Éditions Codesria, 2001
- 100 mots pour dire l’Islam, Paris, Éditions Maisonneuve et Larose, 2002 Traduction : 100 palabras para explicar el Islam, Barcelone, Éditions El Barquero, 2002
- Léopold Sédar Senghor : l'art africain comme philosophie, Riveneuve Éditions, 2007
- Comment philosopher en islam ?, Éditions du Panama, 2008  (ISBN 978-2-7557-0179-1)
- Bergson postcolonial : l'élan vital dans la pensée de Léopold Sédar Senghor et de Mohamed Iqbal, CNRS, 2011  (ISBN 978-2-271-07034-0)
- Ma vie en islam, Éditions Philippe Rey, 2016  (ISBN 2848764740 et 978-2848764740)
- En quête d'Afrique(s) : universalisme et pensée décoloniale, coécrit avec Jean-Loup Amselle, Éditions Albin Michel, 2018  (ISBN 978-2226397195)
- La Controverse : dialogue sur l'islam (avec Rémi Brague), Stock/Philosophie Magazine éditeur, 2019  (ISBN 978-2234088122)
- Postcolonial Bergson, CNRS, 2019  (ISBN 978-2271128850)
- Le fagot de ma mémoire, autobiographie, Éditions Philippe Rey, 2021  (ISBN 978-2848767703)
- De langue à langue, Éditions Albin Michel, 2022 (ISBN 9782226465214)
- L'islam rationnel, Préface d'Éric Geoffroy, Paris, 2023, Riveneuve, coll. Riveneuve continents, 200 p  (ISBN 978-2-36013-695-7)
- Universaliser: « L'humanité par les moyens d'humanité », Paris, Albin Michel, 2024, 180 p.  (ISBN 9782226488848)
- Ubuntu. Entretien avec Françoise Blum, préface de Barbara Cassin, Paris, Éditions de l'EHESS, 2024, 128 p.  (ISBN 9782713233821)

Souleymane Bachir Diagne est l’auteur de très nombreux articles et contributions dans diverses revues et publications.

### Traduction
- George Boole, Les Lois de la pensée, Paris, Éditions Vrin, 1992